# Sumitomo Heavy Industries
Sumitomo Heavy Industries, Ltd. (SHI) là một nhà sản xuất tích hợp máy móc công nghiệp, súng tự động, cấu trúc tàu, cầu và thép, trang thiết bị bảo vệ môi trường, bao gồm thiết bị tái chế, truyền tải điện năng, máy đúc chất dẻo, hệ thống xử lý tia laser, máy gia tốc hạt, hệ thống xử lý vật liệu, v.v.

## Lịch sử
Vào năm 1888, một công ty được thành lập để cung cấp dịch vụ sửa chữa thiết bị cho quặng đồng Besshi. Gần 50 năm sau, vào năm 1934, công ty kết hợp với tên là Công ty trách nhiệm hữu hạn máy móc Sumitomo (Sumitomo Machinery Co., Ltd.) để sản xuất máy móc cho ngành công nghiệp thép và giao thông vận tải để hỗ trợ cho thời kỳ tăng trưởng kinh tế mạnh mẽ lúc bấy giờ.
Vào năm 1969, Sumitomo Machinery Co., Ltd. sáp nhập với Công ty trách nhiệm hữu hạn công nghiệp nặng Uraga (Uraga Heavy Industries Co., Ltd.) để tạo thành Công ty trách nhiệm hữu hạn công nghiệp nặng Sumitomo (Sumitomo Heavy Industries, Ltd.). Công ty tiếp tục đổi mới và mở rộng để đáp ứng nhu cầu của những thị trường mới ngoài nước. Ngày nay, Sumitomo Heavy Industries sản xuất máy ép nhựa, hệ thống laser, máy móc bán dẫn và máy móc sản xuất tinh thể lỏng.

## Sản phẩm
- Súng máy Sumitomo NTK-62
- Seawise Giant, con tàu lớn nhất từng được xây dựng